# 圣母领报大教堂 (喀山)

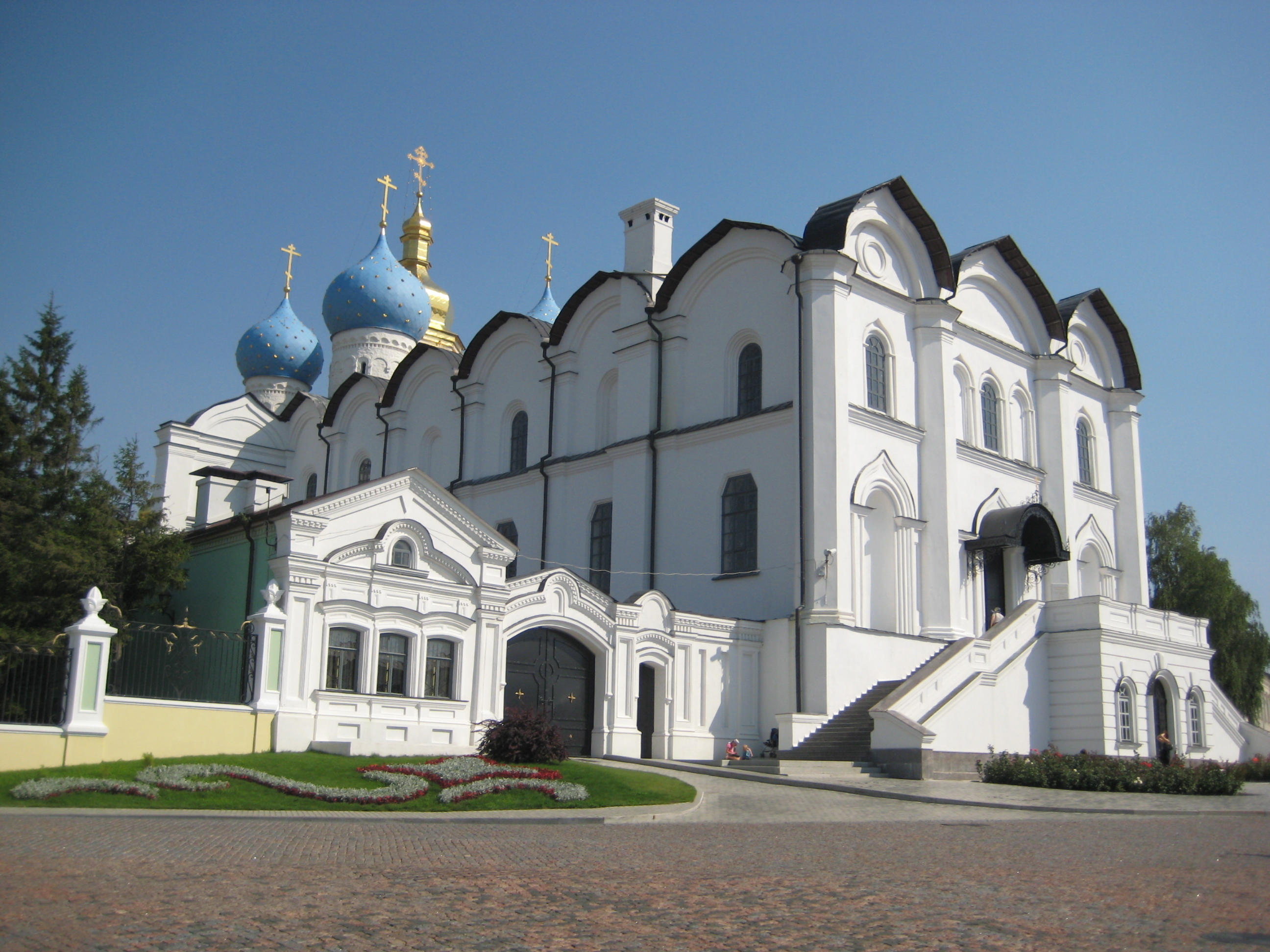
圣母领报大教堂

圣母领报大教堂（俄语：Благовещенский собор）是俄罗斯喀山的一座东正教教堂，从1552年到1918年曾是喀山和鞑靼斯坦教区的主教座堂，现在设于圣尼古拉主教座堂。
它位于喀山克里姆林宫内，属于“普斯科夫建筑学派”。其建筑师伊万·巴马和波斯尼克·雅科夫列夫还设计了莫斯科的聖瓦西里主教座堂。其建筑风格受到莫斯科圣母安息主教座堂的启发。

## 历史和建筑
1552年，喀山围困战后，这座城市被伊凡雷帝的军队攻占，建立了一座木制圣母领报小教堂。三年后，成立了喀山教区。很快该堂就无法满足地域辽阔的教区的需要，于是在原址建立一个新的石头教堂。1562年8月15日举行祝圣仪式。

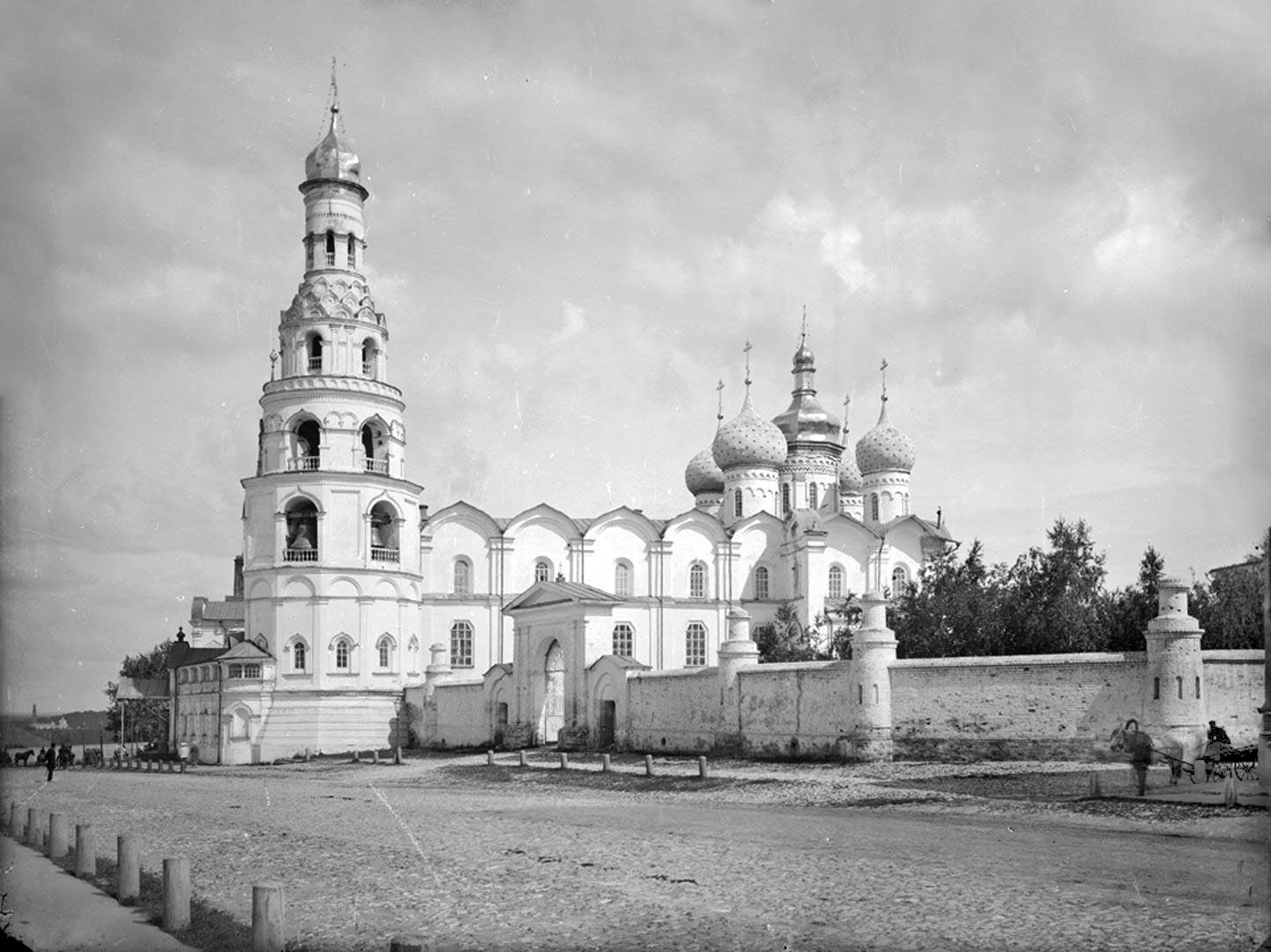
大教堂和钟楼

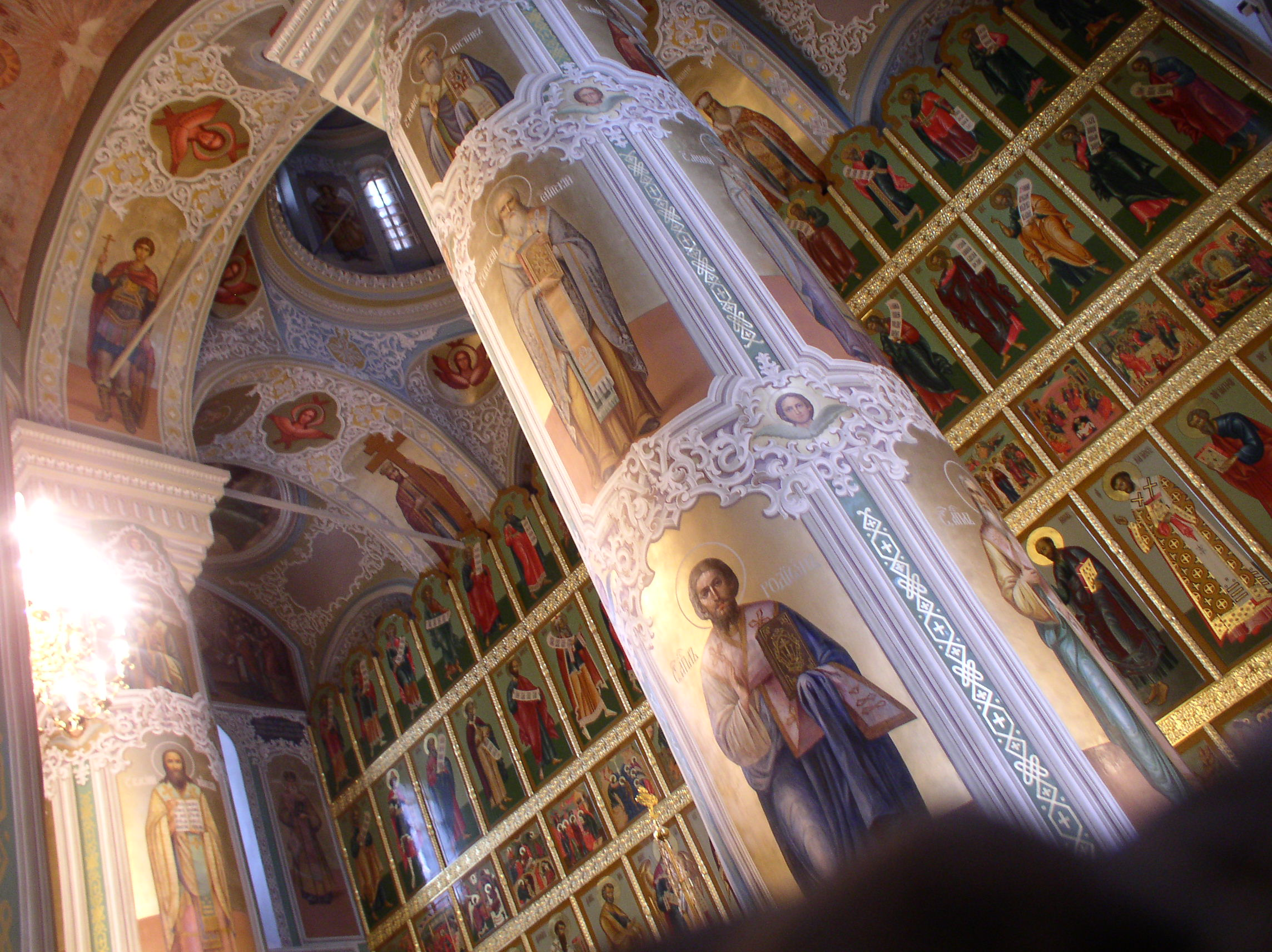
内部

1918年9月，在红军与捷克斯洛伐克军团的战斗中，克里姆林宫遭到轰炸，大教堂的五个圆顶全部被摧毁。直到1973年才恢复原貌。

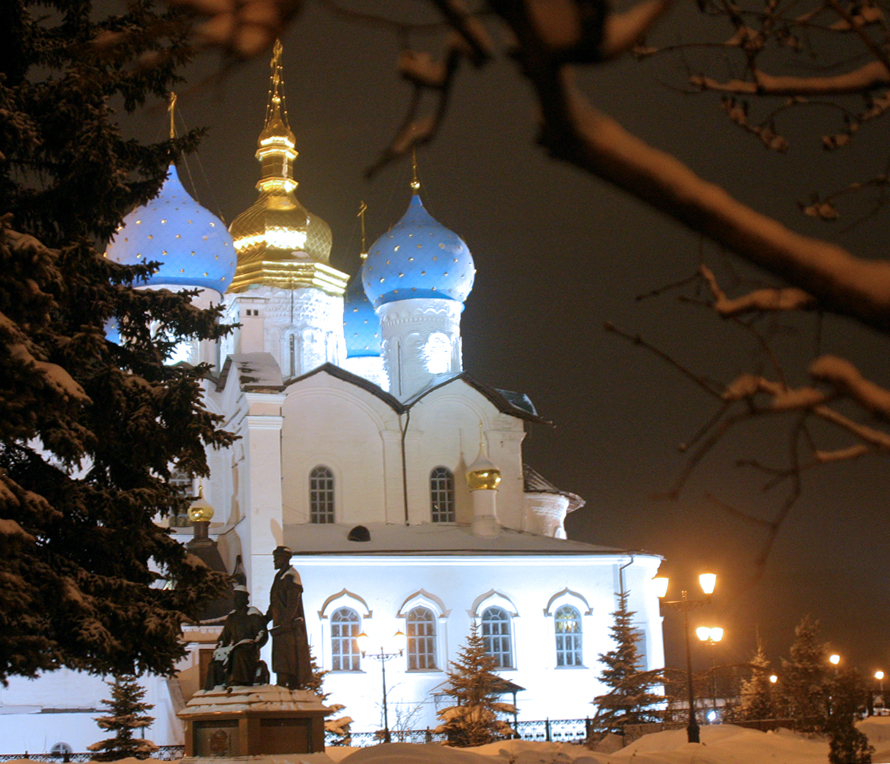
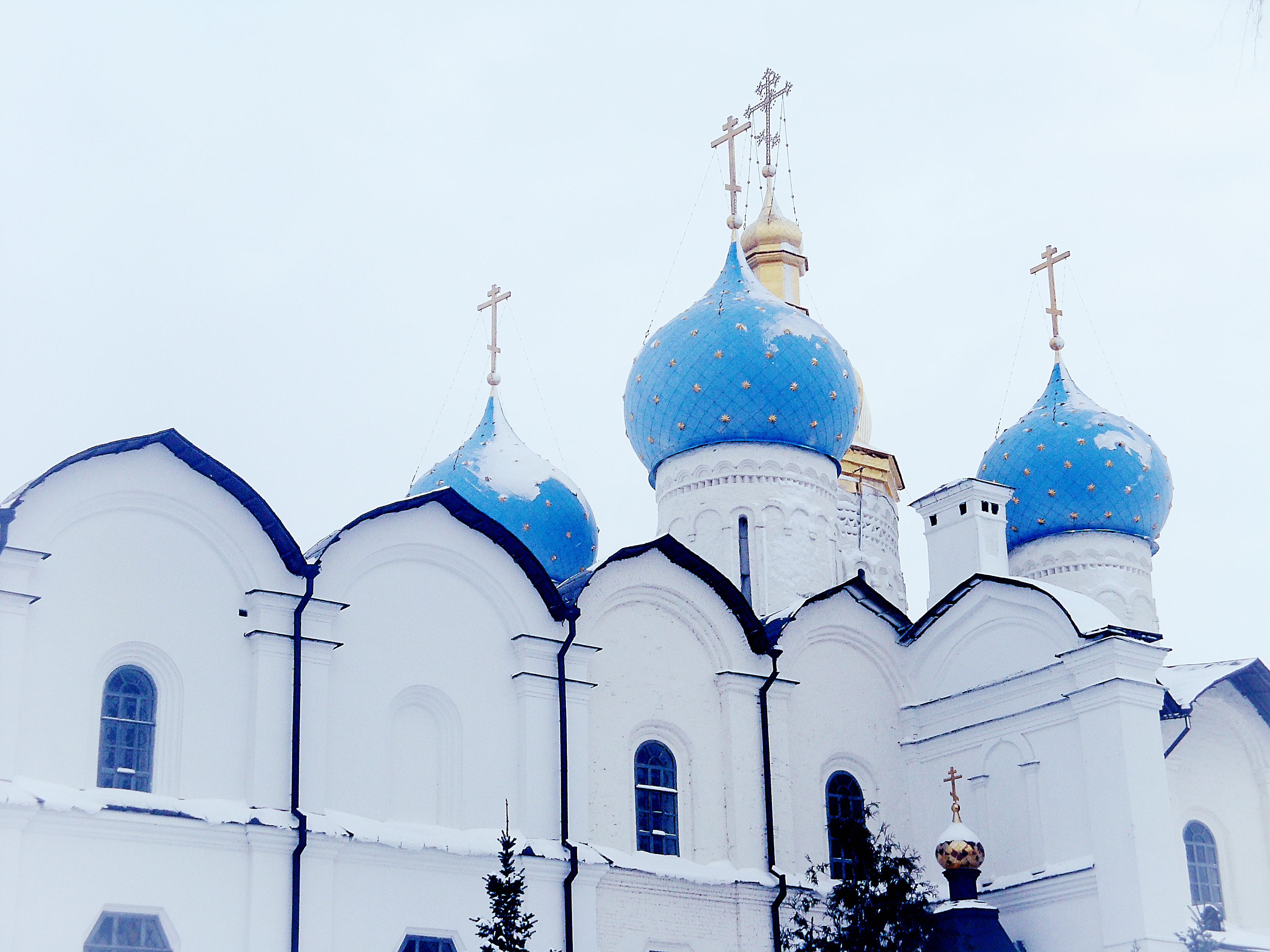
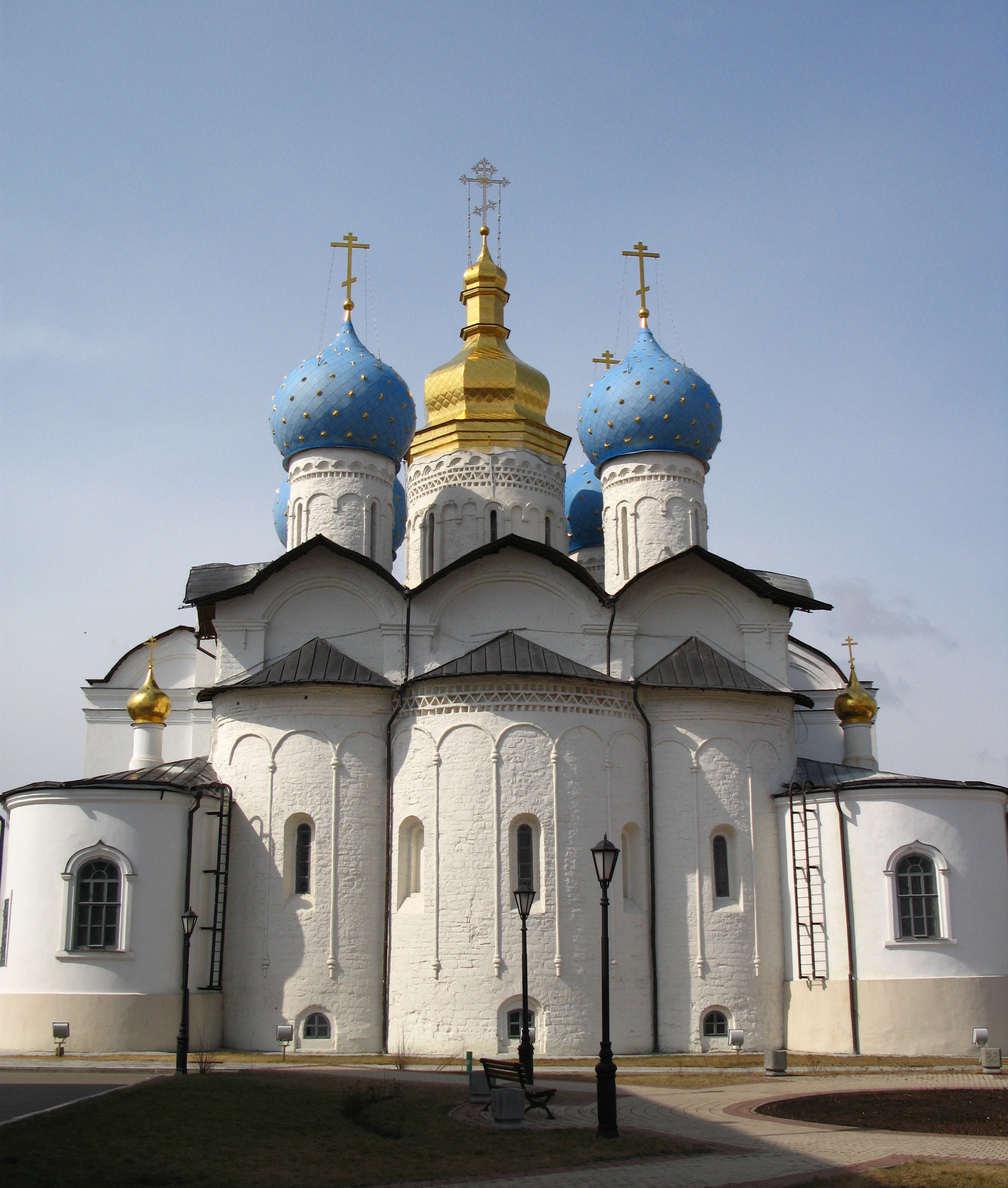
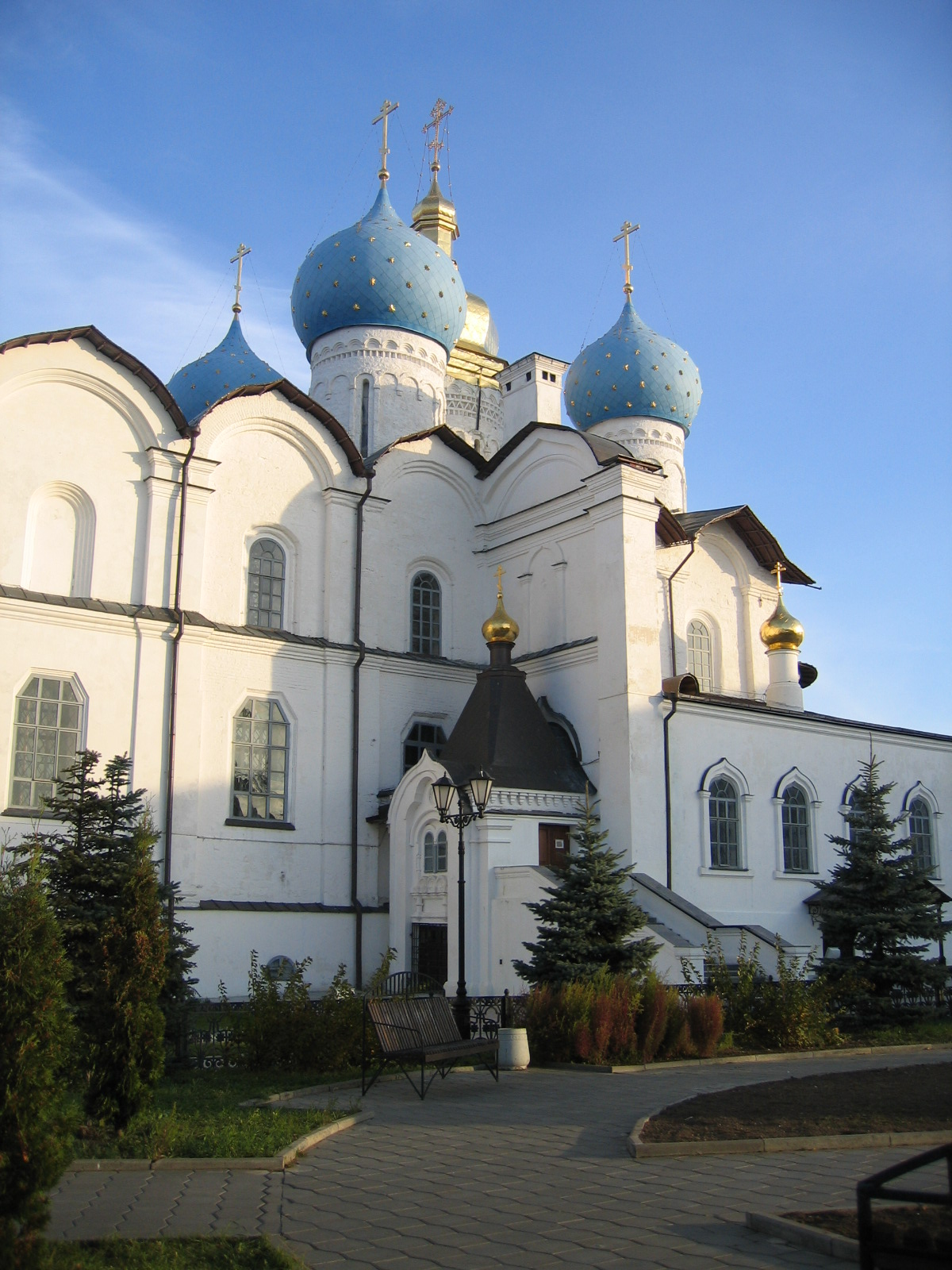